# Försvarsmaktens överlevnadsskola
Försvarsmaktens överlevnadsskola (FÖS) är en försvarsmaktsgemensam överlevnadsskola inom Försvarsmakten som verkat i olika former sedan 1989. Förbandsledningen är förlagd i Karlsborgs garnison, Karlsborg.

## Historik
Förbandet är en del av Livregementets husarer (K 3) och grundades 1989 på initiativ från Lars Fält, som även var skolans förste chef. Mellan den 1 januari 1999 och 30 juni 2000 var skolan underställd Försvarsmaktens ledarskaps- och idrottscentrum (FMLIC). Försvarsmaktens ledarskaps- och idrottscentrum upplöstes och avvecklades i samband med försvarsbeslutet 2000, och Försvarsmaktens överlevnadsskola kom då att från 1 juli 2000 underställas Livregementets husarer.

## Verksamhet
Försvarsmaktens överlevnadsskola arbetar med utbildningar inom Survival, Evasion, Resistance, Extraction (SERE), vilket omfattar uppträdande i en militär nödsituation. I synnerhet utbildas inom området inom Personnel Recovery, vilket syftar till att återföra personal som isolerats i samband med en sådan nödsituation.
Försvarsmaktens överlevnadsskola utbildade ursprungligen i ren överlevnadsteknik men har sedermera övergått till det mer omfattande SERE-konceptet. Skolan bedriver kurser i SERE C, som är den högsta av tre utbildningsnivåer, och utbildar Försvarsmaktens överlevnadsinstruktörer.

## Heraldik och traditioner
År 2013 tilldelades Försvarsmaktens överlevnadsskola sitt nuvarande heraldiska vapen. Det stolpvis ställda svärdet i guld, symboliserar att skolan är försvarsmaktsgemensam.

## Förbandschefer
- 1989–1998: Kapten Lars Fält
- 1999–2001: Kapten Lindberg
- 2001–2009: Major Tor Cavalli-Björkman
- 2009–2011: Överstelöjtnant Peter Gustavsson
- 2011–2016: Överstelöjtnant C G Schultz
- 2016–idag: Major Jonas Månsson

## Namn, beteckning och förläggningsort
| Försvarsmaktens överlevnadsskola | 1989-??-?? | – |  |

| FÖS | 1989-??-?? | – |  |

| Karlsborgs garnison (F) | 1989-??-?? | – |  |